# Отважный моряк
«Отважный моряк» — советский рисованный мультипликационный фильм студии «Союзмультфильм» 1936 года.

## Сюжет
По сказке Редьярда Киплинга.
В море жил огромный кит, который ел всё, что ему попадалось. Он съел всех рыб, кроме одной маленькой хитрой рыбки, которая уговорила проголодавшегося кита попробовать на вкус человека. Нашёл кит спасшегося после кораблекрушения моряка, догнал его, разбил плот, проглотил человека вместе с брёвнами и устроился спать на дне. Моряк не растерялся и принялся плясать в желудке кита, чем вызвал его тошноту. Раздосадованный кит отвёз моряка на родной берег, где и выпустил его наружу на глазах у изумлённой толпы. Уходя, смельчак установил киту в пасть решётку, изготовленную им из обрезков брёвен. С тех пор у кита узкая глотка.

## Съёмочная группа
| Автор сценария            | Владимир Сутеев                                           |
| Режиссёр-постановщик      | Виктор Смирнов                                            |
| Художник-постановщик      | Владимир Сутеев                                           |
| Оператор                  | Павел Мершин (в титрах не указан)                         |
| Композитор                | Алексей Соколов-Камин (в титрах указан как Алексей Камин) |
| Художники-мультипликаторы | Дёжкин Борис (в титрах не указан)                         |

## Технические данные
| Тип                          | графический (рисованный)                                               |
| Цветность                    | черно-белый                                                            |
| Возрастная категория         | 0+                                                                     |
| Количество частей            | 1 часть                                                                |
| Длина плёнки                 | 284 метра                                                              |
| Продолжительность            | 10 минут 14 секунд                                                     |
| Киностудия                   | Союзмультфильм (в титрах указана студия Детских и Графических фильмов) |
| Дата производства            | 1936 год                                                               |
| Разрешительное удостоверение | ВЭ 4.I 1937 г. 214017006 от 28.03.2006                                 |
| Особые отметки               | Фильм перешёл в общественное достояние                                 |

## Описание, отзывы и критика
По мнению Анисимова И., работа Сутеева «Отважный моряк» представляет собой интересный опыт, отличается хорошей лёгкостью, характерностью и свежестью рисунка, живой выдумкой.
Герой мультфильма моряк вновь появляется в другом мультфильме студии «Союзмультфильм» по сказке Редьярда Киплинга — «Почему у носорога шкура в складках?».
Будучи одним из первых фильмов студии «Союзмультфильм», лента «Отважный моряк» мало отличалась от многочисленной продукции Киностудии № 5 и продолжала её традиции.
По мнению Карпова А. и Кравченко Ф., в ленте «Отважный моряк» есть признаки реалистического содержания, он является положительным примером в этом смысле, хотя сюжет фильма, при всех его подвижности, лёгкости и остроумии, построен на оторванном от реальной жизни, абстрактном материале, носит формальный, умозрительный характер. В фильме наличествуют и тонкий юмор, и смех, и остроумные решения сцен, и творческая выдумка. Техника мультипликационного исполнения, местами, просто блестяща.
По мнению Иванова-Вано И. П., слабые художественные качества восьми мультипликационных лент, снятых под руководством Виктора Смирнова в 1934—1936 годах, включая фильм «Отважный моряк», были вызваны не только тем, что Смирнов не обладал режиссёрскими качествами, но и тем, что Главное управление кинофотопромышленности поддержало творчески обесплодившее всех, кто работал в студии Смирнова, требование снимать фильмы в установленные сроки (два-три месяца).
По мнению Волкова А., из восьми фильмов, снятых за два года под руководством Виктора Смирнова, запоминается только «Отважный моряк», да и то только потому, что его автором сценария и художником был Владимир Сутеев.
По мнению Мигунова Е. Т., полный юмора и музыки мультфильм «Отважный моряк» во многом выиграл, благодаря участию в нём Бориса Дёжкина — постоянного и незаменимого партнёра-мультипликатора Владимира Сутеева.
По мнению Капкова С. В., единственный сохранившийся мультфильм Виктора Смирнова «Отважный моряк» являлся чуть ли не самой первой работой вновь созданной студии «Союздетмультфильм» (ещё даже без фирменного логотипа) и представлял собой кальку с «Моряка Попая» Флейшера.